# Mikael Dehn
Mikael Dehn (født 8. juli 1964) er sanger og multi-instrumentalist og er den karakteristiske korstemme og korarrangør på de tre første Love Shop-plader. Han er endvidere kendt som frontmand i en af Danmarks første electro/synthpop grupper, Russia Heat. 

## Karriere
Dehn startede som punk/new wave-musiker med soloprojekter som Bohemian Works (spillede i Saltlageret til Hot Waves 1984), derefter Simple & Henderson og har siden 1995 arbejdet/komponeret under eget navn DEHN. 
Han medvirkede som vokal-producer på Blå Øjne's udgave af Love Shops hit "En Nat Bli'r Det Sommer". [kilde mangler]
Mikael Dehn's faste sparringspartner, Johnny Stage (guitarist, Sort Sol m.fl.) har spillet på alle kompositioner siden 1992, og Mikael Dehn medvirker på Stages soloprojekter og er korarrangør og -vokalist på Stage/Arnbjergs "Salmernes Bog" og det efterfølgende album under navnet "Glamorama"  